# Giovanni León
 Francisco Giovanni León Rodríguez  (sinh ngày 12 tháng 3 năm 1992 ở Sinaloa, México) là một cầu thủ bóng đá người México thi đấu cho Murciélagos theo dạng cho mượn từ Club Atlas ở Liga MX.

## Sự nghiệp
Năm 2007, lúc 16 tuổi, anh được ký hợp đồng bởi câu lạc bộ Primera División (First Division) Club Atlas và gia nhập hệ thống trẻ. Năm 2009, anh được triệu tập vào U-17 México. Sau 4 năm ở hệ thống trẻ Club Atlas, anh được gửi cho mượn đến First Division Puebla F.C. vào ngày 9 tháng 6 năm 2011.

## Thống kê sự nghiệp
Tính đến 25 tháng 9 năm 2014
| Câu lạc bộ          | Mùa giải            | Giải vô địch        | Giải vô địch | Giải vô địch | FA Cup  | FA Cup    | Khác[A] | Khác[A]   | Tổng cộng | Tổng cộng |
| Câu lạc bộ          | Mùa giải            | Hạng đấu            | Số trận      | Bàn thắng    | Số trận | Bàn thắng | Số trận | Bàn thắng | Số trận   | Bàn thắng |
| ------------------- | ------------------- | ------------------- | ------------ | ------------ | ------- | --------- | ------- | --------- | --------- | --------- |
| Puebla              | 2011–12             | Primera División    | 0            | 0            | 0       | 0         | 0       | 0         | 0         | 0         |
| Tổng                | Tổng                | Tổng                | 0            | 0            | 0       | 0         | 0       | 0         | 0         | 0         |
| Atlas               | 2012–13             | Liga MX             | 0            | 0            | 5       | 0         | 0       | 0         | 5         | 0         |
| Atlas               | 2013–14             | Liga MX             | 26           | 0            | 9       | 0         | 0       | 0         | 35        | 0         |
| Atlas               | 2014–15             | Liga MX             | 0            | 0            | 6       | 0         | 0       | 0         | 6         | 0         |
| Tổng                | Tổng                | Tổng                | 26           | 0            | 20      | 0         | 0       | 0         | 46        | 0         |
| Tổng cộng sự nghiệp | Tổng cộng sự nghiệp | Tổng cộng sự nghiệp | 26           | 0            | 20      | 0         | 0       | 0         | 46        | 0         |